# Гелредом

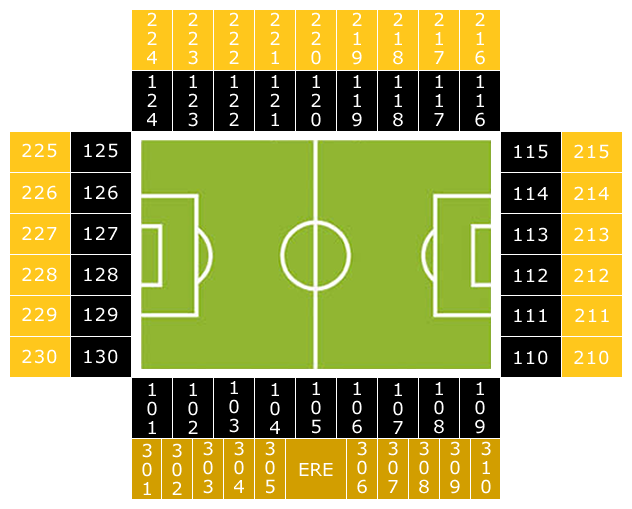
Схема секторов стадиона

«Гелредом» (нидерл. GelreDome) — стадион в городе Арнеме (Нидерланды). Это домашний стадион команды «Витесс». Был открыт 25 марта 1998 года.
Стадион принимал матчи финальной части чемпионата Европы 2000 года, который принимали Нидерланды и Бельгия. 19 сентября 2001 года ПСВ провёл на нём поединок против «Галатасарая» (3:1) в рамках первого группового этапа Лиги чемпионов 2001/02 из-за санкций наложенных УЕФА после беспорядков нидерландских болельщиков на стадионе «Филипс» во время ответного матча четвертьфинала Кубка УЕФА 2000/01 ПСВ — «Кайзерслаутерн» (0:1) 15 марта 2001 года. 13 августа 2008 года на стадионе состоялся матч между «Твенте» и «Арсеналом» (0:2) в рамках третьего квалификационного раунда Лиги чемпионов 2008/09. Клуб «Витесс» одолжил стадион «Твенте» для проведения этого поединка, так как на их домашнем стадионе проходили работы по реконструкции. 
Благодаря наличию раздвижной крыши на стадионе проходят и концерты, такие как Qlimax, Reverze и HardBass.